# Northfield (Massachusetts)
Northfield é uma vila localizada no condado de Franklin no estado estadounidense de Massachusetts. No Censo de 2010 tinha uma população de 3.032 habitantes e uma densidade populacional de 33,1 pessoas por km².

## Geografia
Northfield encontra-se localizado nas coordenadas 42° 40′ 38″ N, 72° 27′ 14″ O. Segundo o Departamento do Censo dos Estados Unidos, Northfield tem uma superfície total de 91.61 km², da qual 88.8 km² correspondem a terra firme e (3.07%) 2.81 km² é água.

## Demografia
Segundo o censo de 2010, tinha 3.032 pessoas residindo em Northfield. A densidade populacional era de 33,1 hab./km². Dos 3.032 habitantes, Northfield estava composto pelo 97.1% brancos, o 0.43% eram afroamericanos, o 0.2% eram amerindios, o 0.3% eram asiáticos, o 0% eram insulares do Pacífico, o 0.59% eram de outras raças e o 1.39% pertenciam a duas ou mais raças. Do total da população o 1.85% eram hispanos ou latinos de qualquer raça.